# Charles Lindley
Charles Lindley (Stockholm, 14 oktober 1865 - aldaar, 12 oktober 1957), geboren als Carl Gustaf Lindgren, was een Zweeds syndicalist en politicus voor de SAP.

## Levensloop
Lindgren werd geboren in een vooraanstaande Zweedse familie. In 1881 ging hij aan de slag als zeekoopman op Engelse schepen. Aldaar raakte hij betrokken in de Britse arbeidersbeweging, wat hem de Engels klinkende bijnaam Charles Lindley opleverde. 
Bij zijn terugkeer in Zweden richtte hij aldaar de Svenska Transportarbetareförbundet op, tevens was hij in 1897 medestichter van de International Transport Workers' Federation (ITF). Van deze internationale vakbondsfederatie werd hij in 1933 verkozen tot voorzitter in opvolging van Charlie Cramp, een functie die hij uitoefende tot 1946. Hij werd in deze hoedanigheid opgevolgd door John Benstead.
Daarnaast zetelde hij voor de Sveriges socialdemokratiska arbetareparti (SAP) van 1907 tot 1937 in de riksdag.
Hij was gehuwd met de Zweedse feministe Elin Jonsson. Voor het volkshuis op de Olof Palmesplaats te Göteborg bevindt er zich een buste van Lindley, vervaardigd door Ture Jörgensen in 1952.
- Gemeinsame Normdatei: 119002256
- International Standard Name Identifier: 0000 0000 5296 1998
- LIBRIS: 299237
- SNAC: w64q9m3h
- Virtual International Authority File: 32797105
- WorldCat: E39PBJcRdgPbyCKPR68T8WpMfq